# Kirill Lebedev
Kirill Lebedev (en ruso: Кирилл Вадимович Лебедев; Magnitogorsk, Rusia; 1 de octubre de 1991 - Magnitogorsk, Rusia; 21 de mayo de 2025) fue un jugador de hockey sobre hielo ruso que jugó en la posición de delantero.

## Equipos
| Periodo   | Club                              |
| --------- | --------------------------------- |
| 2006—2012 | Stalye Lisy                       |
| 2010      | → Metallurg Magnitogorsk (cedido) |
| 2012      | ICE Indiana                       |
| 2012      | HC Sibir Novosibirsk              |
| 2012      | → Sibirskie Snaipery (cedido)     |
| 2012—2013 | Yuzhny Ural Orsk                  |
| 2013      | Stalye Lisy                       |
| 2013—2014 | Saryarka Karagandy                |
| 2014      | HC Sochi                          |
| 2014      | → HC Kuban (cedido)               |
| 2015      | Rubin Tyumen                      |
| 2015      | Neftyanik Almetyevsk              |
| 2015—2017 | Metallurg Novokuznetsk            |
| 2017—2018 | KRS-BSU                           |
| 2017      | → HC Kunlun Red Star (cedido)     |
| 2018      | Kazzinc-Torpedo                   |
| 2019—2020 | Neftyanik Almetyevsk              |
| 2020—2021 | HC Ryasan                         |
| 2021      | Dizel Penza                       |
| 2021—2022 | Borås HC                          |

## Muerte
Kirill Lebedev murió el 21 de mayo de 2025 a los 33 años alrededor de las 9pm de un ataque cardíaco cuando viajaba en su vehículo por la carretera de su natal Magnitogorsk.